# Terremoto no Afeganistão em 2016
O Terremoto do Afeganistão de 2016 foi um terremoto de magnitude 6,6 que atingiu 39 km (24 milhas) a oeste-sudoeste de Ashkasham em 10 de abril, a uma profundidade de 210,4 km (130,7 milhas). O abalo teve uma intensidade máxima de V (Moderado). O terremoto matou pelo menos 5 pessoas no Khyber Pakhtunkhwa do Paquistão e uma em Gilgit Baltistan. Outras 46 pessoas ficaram feridas em ambas as províncias. Os tremores sacudiram Peshawar, Chitral, Swat, Gilgit, Faisalabad e Lahore. A região dos Himalaias é uma das regiões sismicamente mais ativas da Terra. Os tremores foram sentidos em Deli, Região da Capital Nacional, Caxemira e Uttarakhand. Em Deli, a cerca de 1 000 quilômetros (620 milhas) do epicentro, o Metrô de Deli foi temporariamente interrompido.
Dois tremores secundários foram sentidos, com magnitudes de 4,1 e 4,2. Adicionalmente, houve pelo menos 10 tremores premonitórios sentidos, com o maior tendo uma magnitude de 4,5 em 8 de abril de 2016.